# William George Armstrong
William George Armstrong, 1.º Barão Armstrong, CB, FRS (Newcastle upon Tyne, 26 de novembro de 1810 – Rothbury, Northumberland, 27 de dezembro de 1900) foi um eficiente empresário de Tyneside, que fundou o império industrial Armstrong Whitworth.

## Juventude
Armstrong nasceu em Newcastle upon Tyne, no número 9 da Row Pleasant, Shieldfield, cerca de um quilômetro do centro da cidade. Embora a casa não mais exista, uma placa de granito com inscrições sinaliza o local onde ficava a casa em que nasceu. Naquela época, a área, ao lado do Pandon Dene, era rural. Seu pai, também chamado William, era um comerciante de milho no cais de Newcastle, que se tornou prefeito da cidade em 1850. Sua irmã mais velha, Anne, nascida em 1802, recebeu o mesmo nome de sua mãe, que era filha de Addison Potter.
Armstrong foi educado em escolas particulares de Newcastle e Whickham, perto de Gateshead, até a idade de dezesseis anos, quando foi enviado para estudar na Bishop Auckland Grammar School. Enquanto ali permaneceu, muitas vezes visitou as obras de engenharia de William Ramshaw, localizadas nas cercanias. Durante uma dessas visitas, conheceu sua futura esposa Margaret, filha de Ramshaw, seis anos mais velha que ele.
O pai de Armstrong queria que ele seguisse a carreira de advogado, e arranjou para que trabalhasse no escritório Armorer Donkin, pertencente a um seu amigo advogado. Morou cinco anos em Londres, estudando Direito e voltou para Newcastle em 1833. Em 1835 tornou-se sócio nos negócios da Donkin e a empresa passou a chamar-se Donkin, Stable and Armstrong. Armstrong se casou com Margaret Ramshaw em 1835, e eles construíram uma casa em Jesmond Dene, no extremo leste de Newcastle. Armstrong trabalhou por onze anos como advogado, mas durante o seu tempo livre, demonstrou grande interesse pela Engenharia.

## Mudança de carreira
Armstrong era um hábil pescador, e em certa ocasião, quando pescava no rio Dee, Dentdale, nos montes Peninos, viu uma roda d'água em ação, fornecendo energia para uma pedreira de mármore. Armstrong percebeu que grande parte da energia gerada estava sendo desperdiçada e quando retornou a Newcastle, projetou um motor giratório alimentado por energia hidráulica, cuja construção se deu na oficina de seu amigo Henry Watson em High Bridge. Infelizmente, o motor despertou pouco interesse. Armstrong, posteriormente, desenvolveu um motor a pistão em vez de um giratório e considerou que aquele poderia ser mais adequado para ser utilizado em um guindaste hidráulico. Em 1846, seu trabalho como cientista amador foi reconhecido ao ser eleito membro da Real Sociedade de Londres.
Em 1845, um projeto foi posto em ação para fornecer água encanada de reservatórios distantes para as famílias de Newcastle. Armstrong estava envolvido neste projeto e propôs para a Newcastle Corporation, que utilizasse o excesso de pressão da água encontrado na parte mais baixa da cidade para alimentar um guindaste portuário da região de Quayside especialmente adaptado por ele. Armstrong afirmou que seu guindaste hidráulico poderia descarregar os navios mais rapidamente e com custo mais barato do que os guindastes convencionais. A Newcastle Corporation concordou com a sugestão, e a experiência se mostrou tão bem sucedida que mais três guindastes hidráulicos foram instalados em Quayside.
O sucesso de seu guindaste hidráulico levou Armstrong a considerar a criação de uma empresa para fabricar guindastes e outros equipamentos hidráulicos. E assim, Armstrong abandonou a sua carreira de advogado. Donkin, seu antigo colega de profissão, apoiou sua mudança de carreira, fornecendo apoio financeiro para o novo empreendimento. Em 1847, a empresa W. G. Armstrong & Company comprou 22 000 m² de terra ao longo do rio em Elswick, perto de Newcastle, e começou a construção de uma fábrica no local. A nova empresa recebeu encomendas de guindastes hidráulicos de Edimburgo, Northern Railways e da Liverpool Docks, bem como de máquinas hidráulicas para os  portões das docas em Grimsby. A empresa logo começou a se expandir. Em 1850 a empresa produziu quarenta e cinco guindastes e dois anos mais tarde, setenta e cinco. Uma média de cem guindastes por ano durante o restante do século. Em 1850, mais de trezentos homens foram empregados nas obras, mas em 1863 esta percentagem subiu para 3 800 homens. A empresa logo se ramificou na construção de pontes, sendo que um dos primeiros pedidos foi para a construção da ponte de Inverness, concluída em 1855.

## Acumulador hidráulico
Armstrong foi o responsável pelo desenvolvimento do acumulador hidráulico. Quando a pressão da água não era suficiente no local para o uso de guindastes hidráulicos, Armstrong geralmente construía altas caixas-d'água para aumentar a pressão da água. Porém, quando recebeu encomenda para fornecer guindastes a serem utilizados em New Holland, no estuário do Humber, percebeu que seria impossível se utilizar dessa técnica, uma vez que o solo do local era muito arenoso e não suportaria essas construções. Depois de muito pensar, construiu o acumulador hidráulico, um cilindro de ferro fundido equipado com um êmbolo capaz suportar um grande peso. O êmbolo seria erguido lentamente, submerso em água, até que a força descendente do peso fosse suficiente para forçar a água abaixo dele a entrar nas tubulações submetida a uma grande pressão. O acumulador foi uma invenção muito significativa, mas não espetacular, que encontrou muitas aplicações nos anos seguintes.

## Armamentos

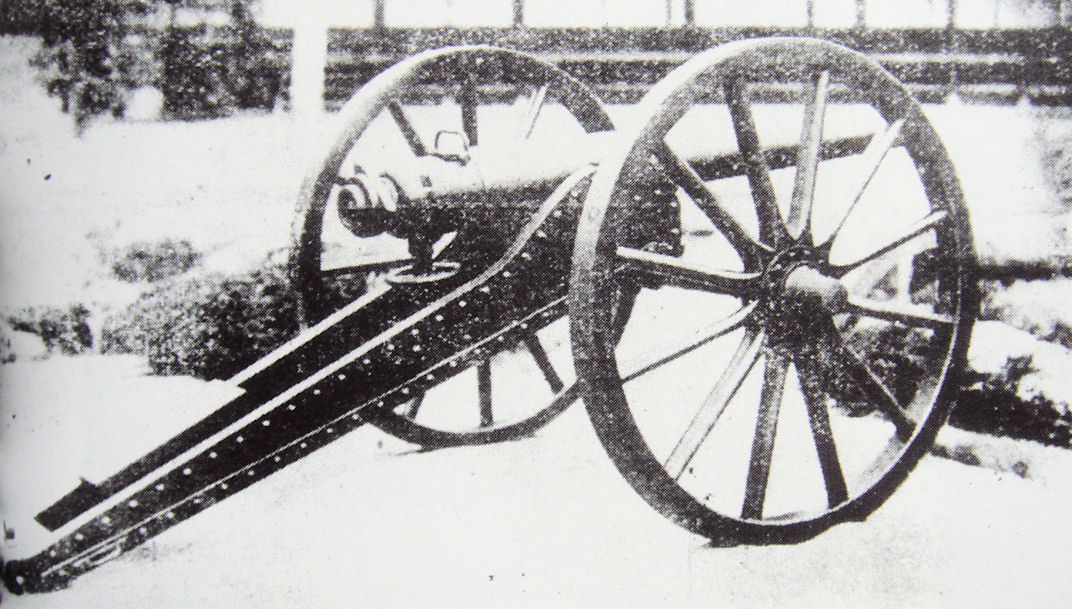
O canhão Armstrong utilizado pelo Japão durante a Guerra Boshin (1868–1869).

Em 1854, durante a Guerra da Crimeia, Armstrong leu sobre as dificuldades que o Exército Britânico encontrou ao manobrar os seus pesados canhões. Decidiu então, criar uma arma para ser usada no campo de batalha que fosse mais leve, de fácil movimentação, com maior alcance e precisão. Construiu um canhão de carregamento pela culatra, com um tambor forte, raiado, feito de ferro forjado ao redor de um revestimento interno de aço, projetado para disparar um projétil em vez de uma bola de ferro. Em 1855, Armstrong tinha um canhão de cinco libras pronto para ser inspecionado por uma comissão governamental. A arma foi bem sucedida nos testes, mas o comitê achou necessário que a arma tivesse um calibre maior, e então Armstrong construiu uma de 18 libras no mesmo projeto. Após os testes, este canhão foi declarado ser superior a todos os seus rivais. Armstrong cedeu a patente da arma para o governo britânico, em vez de lucrar com a sua invenção. Em decorrência disso, recebeu a honra britânica de Cavaleiro Celibatário e em 1859 foi apresentado a Rainha Vitória.Armstrong foi contratado como engenheiro na Seção de Rifles do Departamento de Guerra.A fim de evitar um conflito de interesses caso sua própria empresa fosse contratada para a fabricação de armamentos, Armstrong criou uma empresa separada, chamada Elswick Ordnance Company, na qual ele não tinha qualquer envolvimento financeiro. A nova empresa concordou em fabricar armamentos para o governo britânico e para nenhum outro. Durante o tempo em que ocupou o seu novo cargo, Armstrong buscou modernizar o obsoleto Woolwich Arsenal para que ele pudesse construir armas projetadas em Elswick.
Porém, quando tudo indicava que a nova arma estava prestes a se tornar um grande sucesso, surgiu uma grande oposição a sua produção, dentro do próprio exército britânico e entre os fabricantes de armas rivais, particularmente por parte de Joseph Whitworth de Manchester. Surgiram boatos de que a nova arma era muito difícil de ser manuseada, que era muito cara, que era perigosa sua utilização, que necessitava frequentemente de manutenção e assim por diante. Tudo isso era proveniente de uma campanha contra Armstrong. Ele foi capaz de refutar todas essas afirmações perante diversas comissões do governo, mas considerou as constantes críticas algo muito cansativo e deprimente. Em 1862, o governo decidiu parar de encomendar a fabricação da nova arma e voltou a utilizar o canhão carregado pela boca. Além disso, por causa da queda na demanda, as encomendas futuras de armas seriam fornecidas pelo Woolwich Arsenal, deixando Elswick sem novos negócios. A compensação foi posteriormente acordada com o governo para a perda de negócios com a empresa. Infelizmente, o governo não liberaria a empresa do seu acordo de não vender armamentos no exterior, de modo que a única solução possível seria o seu fechamento. Posteriormente, a restrição foi relaxada, e a empresa foi autorizada a vender armas para ambos os lados na Guerra Civil Americana.

## Navios de guerra
Em 1864, as duas empresas, W. G. Armstrong & Company e Elswick Ordnance Company se fundiram para formar a Sir W. G. Armstrong & Company. Armstrong deixou o seu emprego junto ao Ministério da Guerra, de modo que não fosse mais acusado de conflito de interesses. A empresa voltou sua atenção para os canhões navais. Em 1867, Armstrong firmou um contrato com Charles Mitchell, um construtor de navios em Low Walker, para que Mitchell construísse navios de guerra e Elswick fornecesse os canhões. O primeiro navio, em 1868, foi o HMS Staunch, uma canhoneira.
Em 1876, porque a ponte do século XVIII em Newcastle restringia o acesso dos navios à fábrica em Elswick, a empresa de Armstrong pagou a construção da Swing Bridge, sobre o rio Tyne, de modo que os navios de guerra pudessem ser equipados com os canhões produzidos em Elswick. Em 1882, a companhia de Armstrong se fundiu com a de Mitchell para formar a Sir William Armstrong, Mitchell and Co. Ltd. e em 1884 construiu um estaleiro em Elswick especializado na produção de navios de guerra. As primeiras embarcações produzidas foram os cruzadores torpedeiros SMS Panther e SMS Leopard para a Marinha Austro-Húngara. O primeiro navio de guerra produzido em Elswick foi o HMS Victoria, lançado em 1887. O navio era originalmente para ser chamado de Renown, mas o nome foi mudado em homenagem ao Jubileu de Ouro da Rainha. Armstrong acompanhou a sua construção desde o primeiro até o último rebite colocado. O navio teve um destino trágico, envolveu-se em uma colisão com o H.M.S. Camperdown em 1893 durante manobras no litoral de Trípoli, Líbia e afundou com a perda de 358 homens, incluindo a do vice-almirante Sir George Tryon. Um cliente importante do estaleiro Elswick foi o Japão, que comprou vários cruzadores, alguns dos quais derrotaram a frota russa na Batalha de Tsushima em 1905. Foi dito que todas as armas japonesas usadas na batalha foram produzidas por Elswick. Elswick era a única fábrica do mundo que poderia construir um navio de guerra e armá-lo completamente.
A fábrica de Elswick continuou a prosperar, e em 1870 se estendia por três quartos de uma milha ao longo do rio. A população de Elswick, que era de 3 539 em 1851, aumentou em 1871 para 27 800 habitantes. Em 1894, Elswick construiu e instalou motores de bombeamento movidos a vapor, acumuladores hidráulicos e motores de bombeamento hidráulico para operar na Tower Bridge de Londres. Em 1897, a empresa fundiu-se com a empresa do antigo rival de Armstrong, Joseph Whitworth, já falecido na ocasião, e passou a chamar-se Sir W. G. Armstrong, Whitworth & Co Ltd.
Armstrong empregava muitos engenheiros excelentes em Elswick. Dentre eles estavam: Andrew Noble e George Wightwick Rendel, cujos métodos de montagem de armas e controle hidráulico de torres de artilharia foram adotados em todo o mundo. Rendel introduziu o cruzador como uma embarcação naval. Havia uma grande rivalidade e antipatia entre Noble e Rendel, que se tornou pública após a morte de Armstrong.

## Cragside

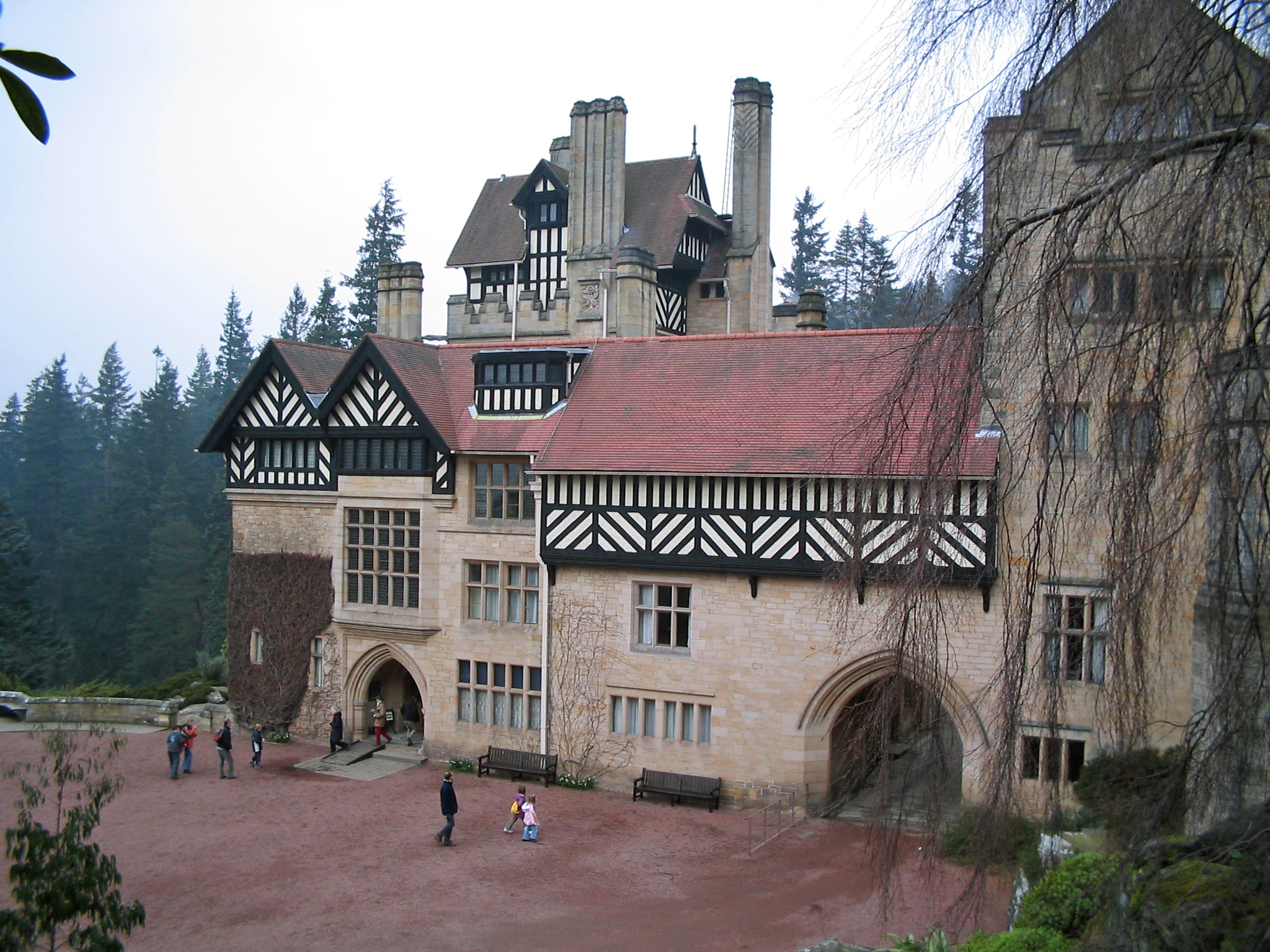
Cragside.

A partir de 1863 em diante, embora Armstrong continuasse a ser o diretor de sua empresa, tornou-se menos envolvido com os assuntos do seu dia-a-dia. Designou vários homens capacitados para cargos de chefia e eles deram continuidade ao seu trabalho. Quando se casou, Armstrong adquiriu a Jesmond Dene House, uma casa a oeste de Jesmond Dene, Newcastle e começou um processo de reflorestamento e melhoria das terras que foi comprando nos arredores de Dene. Em 1860, pagou para que um arquiteto local John Dobson construísse um salão de banquetes em Dene. Sua casa perto de Newcastle era conveniente para sua prática como advogado e seu trabalho como empresário, mas quando ele tinha mais tempo livre, ansiava por uma casa no campo.
Visitava frequentemente Rothbury quando criança, toda vez que era acometido de tosse intensa, e tinha boas lembranças da região. Em 1863, comprou um terreno em uma encosta íngreme, em um vale estreito, onde o Debdon Burn corre em direção ao rio Coquet, perto de Rothbury. Limpou o terreno e supervisionou a construção de uma casa no cimo de uma saliência rochosa, com vista para o riacho. Supervisionou também um programa de plantio de árvores e musgos, de modo a cobrir a encosta rochosa com vegetação. Sua nova casa foi chamada de Cragside, e ao longo dos anos, Armstrong aumentou a extensão da propriedade Cragside. Posteriormente, a propriedade contou com sete quilômetros quadrados e teve sete milhões de árvores plantadas, juntamente com cinco lagos artificiais e 50 quilômetros de estradas. Os lagos eram utilizados para gerar energia hidrelétrica, e a casa foi a primeira no mundo a ser iluminada por hidroeletricidade, usando lâmpadas incandescentes fornecidas pelo inventor Joseph Wilson Swan.
Conforme Armstrong passava cada vez menos tempo na fábrica em Elswick, passava mais e mais tempo em Cragside, que se tornou a sua casa principal. Em 1869, Armstrong contratou o célebre arquiteto Richard Norman Shaw para ampliar e melhorar a casa, e isso foi feito durante um período de quinze anos. Em 1883, Armstrong doou a Jesmond Dene, juntamente com o seu salão de banquetes para a cidade de Newcastle. Manteve a sua casa próxima ao Dene. Armstrong hospedou vários convidados ilustres em Cragside, incluindo o xá da Pérsia, o rei do Sião, o primeiro-ministro da China e o príncipe e a princesa de Gales.

## Velhice
Em 1873, Armstrong ocupou o posto de High Sheriff de Northumberland. Foi eleito presidente da Institution of Civil Engineers em dezembro de 1881 e continuou nesse cargo até o ano seguinte. Foi nomeado membro honorário da Instituição de Engenheiros e Construtores Navais da Escócia, em 1884. Em 1886, foi convencido pelo Partido Liberal Unionista a ser candidato a deputado por Newcastle, mas não teve sucesso, ficando em terceiro na eleição. Naquele mesmo ano, foi presenteado com o Freedom of the City of Newcastle. Em 1887, ele foi elevado ao pariato como "Barão Armstrong", de Cragside, no condado de Northumberland. Seu último grande projeto, iniciado em 1894, foi a compra e a restauração do colossal Castelo de Bamburgh, na costa de Northumberland, que ainda permanece nas mãos da família Armstrong. Sua esposa, Margaret, morreu em setembro de 1893, em sua casa em Jesmond. Armstrong morreu em Cragside, em 27 de dezembro de 1900, aos noventa anos de idade. Foi sepultado no cemitério de Rothbury, ao lado de sua esposa. O casal não teve filhos, e o herdeiro de Armstrong foi o seu sobrinho-neto William Watson-Armstrong. Foi sucedido como presidente da empresa por Andrew Noble.

## Energia renovável
Armstrong defendeu o uso de energia renovável. Afirmando que o carvão mineral "era usado de maneira esbanjada e exagerada em todas as suas aplicações", previu em 1863 que a Inglaterra deixaria de produzir carvão mineral dentro de dois séculos. Bem como defendeu o uso de energia hidrelétrica, e também apoiou o uso de energia solar, afirmando que esta energia recebida em 4 000 m² em áreas tropicais iria "exercer o poder incrível de 4 000 cavalos de atuação por quase nove horas por dia".

## O benfeitor
Armstrong doou o longo desfiladeiro arborizado de Jesmond Dene para os habitantes da cidade de Newcastle upon Tyne em 1883, bem como a Ponte Armstrong e o Parque Armstrong nas proximidades. A Universidade de Newcastle foi fundada originalmente por Lorde Armstrong em 1871, assim como a Faculdade de Ciências Física, mais tarde Armstrong College, em 1904. Foi por duas vezes presidente da Institution of Mechanical Engineers (IMechE). Armstrong doou 11 500 libras para a construção do Museu Hancock de Newcastle, que foi concluído em 1882. Esta foi uma enorme soma equivalente a mais de 555 000 libras em 2010. A generosidade de Lorde Armstrong continuou mesmo após a sua morte. Em 1901, seu herdeiro, William Watson-Armstrong doou 100 000 libras para a construção do novo Royal Victoria Infirmary em Newcastle upon Tyne. O seu edifício original de 1753 em Forth Banks perto do rio Tyne era inadequado e impossível de ser ampliado. Em 1903, o baronato de Armstrong foi revivido em favor de William Watson-Armstrong.

## Leituras adicionais
- Henrietta Heald (2010), William Armstrong: Magician of the North. Newcastle: Northumbria Press. ISBN 1-904794-49-1.
- Ken Smith (2005), Emperor of Industry: Lord Armstrong of Cragside. Newcastle: Tyne Bridge Publishing, 48 pp. ISBN 1-85795-127-1.